# NGC 6820和NGC 6823
NGC 6820和NGC 6823是在狐狸座內包圍著疏散星團 NGC 6823的一個發射星雲，它的位置靠近M 27，也就是啞鈴星雲。這個星雲也稱為Sh2-86。
最顯著的特徵是在星雲的東側，靠近疏散星團NGC 6823西邊，突起像是樹幹支柱的塵埃和氣體。疏散星團的中心主要是許多年輕、明亮，年齡大約200萬歲的藍色恆星。星團的外側貼近發射星雲NGC 6820的支柱，包含星團中更為年輕的恆星。巨大的支柱可能是周圍的氣體和塵埃，受到鄰近恆星的輻射推擠和侵蝕而堆砌成的。在星雲中也可以看見氣體和塵埃聚集成顯著的暗球，數量多如巨蛇座的鷹星雲和人馬座的礁湖星雲。
疏散星團NGC 6823的直徑大約是50光年，距離大約6000光年，構成狐狸座OB1星協的核心。

## 外部連結
- National Optical Observatory（页面存档备份，存于）